# قرع شتوي
القرع الشتوي (بالأنجليزية: Winter squash) هو أحد أنواع القرع. تتم زراعته مع بداية فصل الربيع ويتم حصده عند بداية فصل الشتاء. وهو أحد الفاكهة القليلة المستخدمة في طهو الطعام, ويستخدم بكثرة في إعداد اليخنة ومشروب عصير القرع وفطيرة القرع. يحتوي القرع الشتوي علي الكثير من الفوائد الطبية والعلاجية والكثر من الفيتامينات المفيدة لجسم الإنسان.

## أنتشاره
يزرع القرع الشتوي في العديد من الأماكن المختلفة في العالم. في أمريكا الاستوائية واليابان وشمال إيطاليا ومناطق معينة من الولايات المتحدة الأمريكية.

## وصفه
يأخذ القرع الشتوي العديد من الأشكال, كشكل الموز والجوز والعمامة. كما يتميز القرع الشتوي بقشرة خارجية صلبة للغاية, تتميز قشرته بلونها الأصفر الفاتح كقشرة الشمامة أو لونها الأخضر الغامق المشابه لقشرة البطيخ. يتميز لون لبه الداخلي باللونين الأصفر والبرتقالي. يحتوي القرع الشتوي علي الكثير من البذور الصفراء كبيرة الحجم.

## أنواع القرع الشتوي
- القرع السباغيتي
- القرع الحوذاني
- قرع الموزي
- قرع الجوزي
- قرع بوستن مارو
- قرع ديليكاتا
- قرع البلوطي
- قرع الهوبارد
- قرع العمامة
- قرع الزلابية حلوة

## الفوائد الغذائية
يحتوي القرع الشتوي علي الكثير من الفيتامينات والأحماض والمعادن, ويعرض هذا الجدول الفوائد الغذائية لكل مئة جرام من القرع الشتوي:
| العناصر الغذائية  | القيمة بالجرام |
| ----------------- | -------------- |
| ماء               | 89.76 جرام     |
| طاقة              | 143 جرام       |
| بروتين            | 0.95 جرام      |
| دهن               | 0.13 جرام      |
| كربوهيدرات        | 8.59 جرام      |
| ألياف الغذائية    | 1.5 جرام       |
| كالسيوم           | 28 جرام        |
| حديد              | 0.58 جرام      |
| مغنيسيوم          | 14 جرام        |
| فسفور             | 23 جرام        |
| بوتاسيوم          | 350 جرام       |
| صوديوم            | 4 جرام         |
| زنك               | 0.21 جرام      |
| نحاس              | 0.07 جرام      |
| منغنيز            | 0.16 جرام      |
| سيلينيوم          | 0.4 جرام       |
| فيتامين ج         | 12.3 جرام      |
| فيتامين ب 1       | 0.03 جرام      |
| فيتامين ب 2       | 0,06 جرام      |
| نياسين            | 0.5 جرام       |
| فيتامين ب 5       | 0.19 جرام      |
| فيتامين ب 6       | 0.16 جرام      |
| حمض الفوليك       | 24 جرام        |
| كارنتين           | 820 جرام       |
| لوتين وزياكسانثين | 38 جرام        |
| فيتامين هـ        | 0.12 جرام      |
| فيتامين ك         | 1.1 جرام       |
| دهون مشبعة        | 0,03 جرام      |
| دهون غير مشبعة    | 0,06 جرام      |
| تريبتوفان         | 0.02 جرام      |
| ثريونين           | 0.04 جرام      |
| إيزوليوسين        | 0.06 جرام      |
| لايسين            | 0.08 جرام      |
| ميثيونين          | 0.02 جرام      |
| سيستين            | 0.01 جرام      |
| فينيل ألانين      | 0.06 جرام      |
| تيروسين           | 0.05 جرام      |
| فالين             | 0.06 جرام      |
| أرجنين            | 0.08 جرام      |
| هستيدين           | 0.03 جرام      |
| ألانين            | 0.06 جرام      |
| حمض الأسبارتيك    | 0.16 جرام      |
| حمض الجلوتاميك    | 0.25 جرام      |
| جليكان            | 0.05 جرام      |
| برولين            | 0.05 جرام      |
| سيرين             | 0.06 جرام      |

## فوائده
يعتبر القرع الشتوي وصفة طبية شهية يمكن تناولها للأستفادة من فوائدها العديدة. حيث يحتوي القرع الشتوي علي كميات قليلة من السعرات الحرارية ويحتوي علي العديد من الأحماض الدهنية ومضادات الأكسدة. يحتوي أيضاً علي العديد من المعادن مثل الزنك و الكالسيوم. يحتوي أيضاً علي فيتامين ج وفيتامين أ وفيتامينات ب المختلفة. لذا فهو مفيد جداً لجسم الإنسان.يعمل القرع الشتوي علي تقوية الجهاز المناعي وتقوية العظام وتحسين عمل الجهاز الهضمي, كما أنه يتحكم في مستوي السكر في الدم. كما أنه يفيد العينين كثيراً ويساعد علي الزيادة من صحتها. كما أنه من الأطعمة الخفيفة علي المعدة مما يمنع حدوث الإلتهابات في مختلف الأماكن بالجسم.

### تحسين الدم
يقوم القرع الشتوي بالعديد من التحسينات للدم في جسم الإنسان. كما يقوم بحسين الدورة الدموية. يحتوي القرع علي كمية كبيرة من الألياف الغذائية, مما يجعله قادراً عل تقليل مستوي السكر ونسبة الكولسترول في الدم.

### تقوية المناعة
وجود فيتامين ج وفيتامين أ ومضادات الأكسدة داخل القرع الشتوي يجعله واحداً من أكثر الأطعمة التي تعمل علي تقوية المناعة. حيث إن القرع الشتوي يحتوي علي ربع كمية الفيتامين ج التي يحتاجها جسم الإنسان. كما أنه يعمل علي زيادة نسبة كرات الدم البيضاء.

### فوائد القرع الشتوي للمرأة الحامل وللجنين
بسبب أحتواء القرع الشتوي علي العديد من الفيتامينات والألياف والمعادن بالإضافة إلي الأحماض, أصبح مفيداً جداً للمرأة الحامل وللجنين أثناء فترة الحمل. حيث أنه يمنع التشوهات عند الاجنة والعيوب الخلقية عند الجنين. ويقوم بتحسين وتسريع عملية هضم الطعام وتقوية مناعة المرأة الحامل. كما يقوم بعلاج الإمساك المصاحب للحمل.

### تقوية الجهاز المناعي وعمليات هضم الطعام
يحتوي القرع الشتوي علي الفيتامينات والألياف الغذائية التي تساعد المعدة في عمليات هضم الطعام وتحويل البروتينات والكربوهيدرات إلي طاقة في جسم الإنسان. كما يقوم بمنع الأمراض التي تصيب المستقيم والقولون والأمعاء.

### المساعدة علي النوم
القرع الشتوي واحد من الأطعمة المهدئة للأعصاب والتي تحتوي علي الكثير من فيتامينات ب المختلفة لذا فإنه مريح للأعصاب وللجهاز العصبي ويساعد علي تنظيم فترات النوم.

## وصفات بالقرع الشتوي
يعتبر القرع الشتوي من الفواكه المستخدمة في طهو الطعام وهذا غير شائع عند الفاكهة, كما يستخدم في إعداد الحلويات والمشروبات. يمكن إعداد الكثير من الأطعمة الشهية التي تحتوي علي القرع الشتوي كيخنة القرع وفطيرة القرع ومشروب عصير القرع.

### يخنة القرع الشتوي
تعد يخنة القرع الشتوي واحدة من أشهي الأكلات حول العالم, وتختلف طريقة تحضيرها من منطقة إلي أخري ومن شخص إلي أخر. تتكون يخنة القرع الشتوي, من القرع الشتوي والخضار واللحم.

### فطيرة القرع الشتوي
تعد فطيرة القرع الشتوي من ألز الفطائر الموجودة حول العالم. تأكل بكثرة في أوروبا وأمريكا. وتؤكل بكثرة في فصل الشتاء مع الأحتفال بالأعياد خاصتاً عيد الشكر. تتكون فطيرة القرع الشتوي من الدقيق والملح والسكر والزبد. ويتكون الحشو من القرع الشتوي والبيض والفانيليا والزنجبيل.

### مشروب القرع الشتوي
يعد مشروب عصير القرع الشتوي واحداً من المشروبات السكرية اللذيذة خلال الشتاء البارد. ويتكون من الكثر من القرع والسكر والقليل من الماء.

## معرض الصور

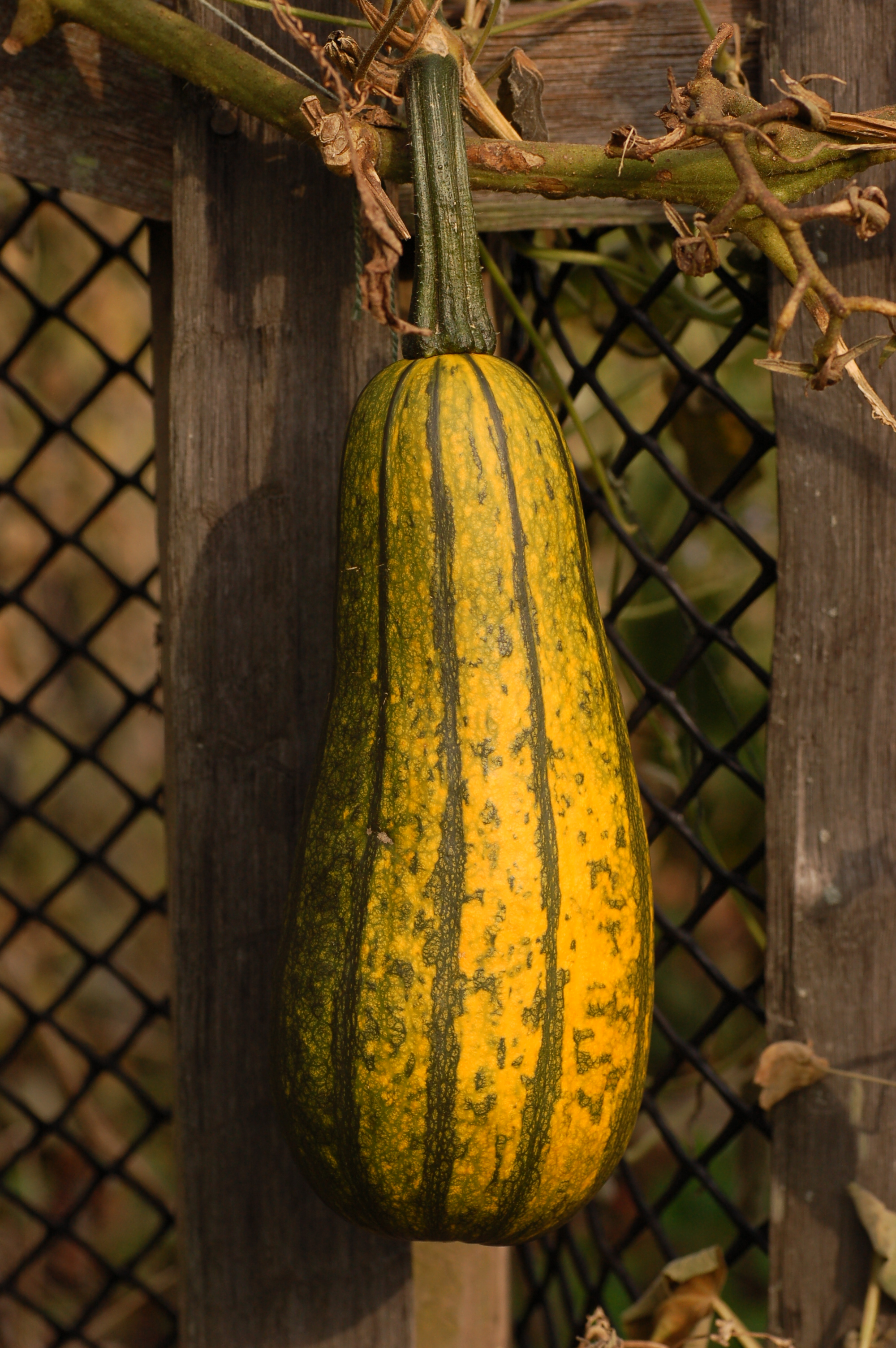
صورة لقرع شتوي من حديقة Chanticleer

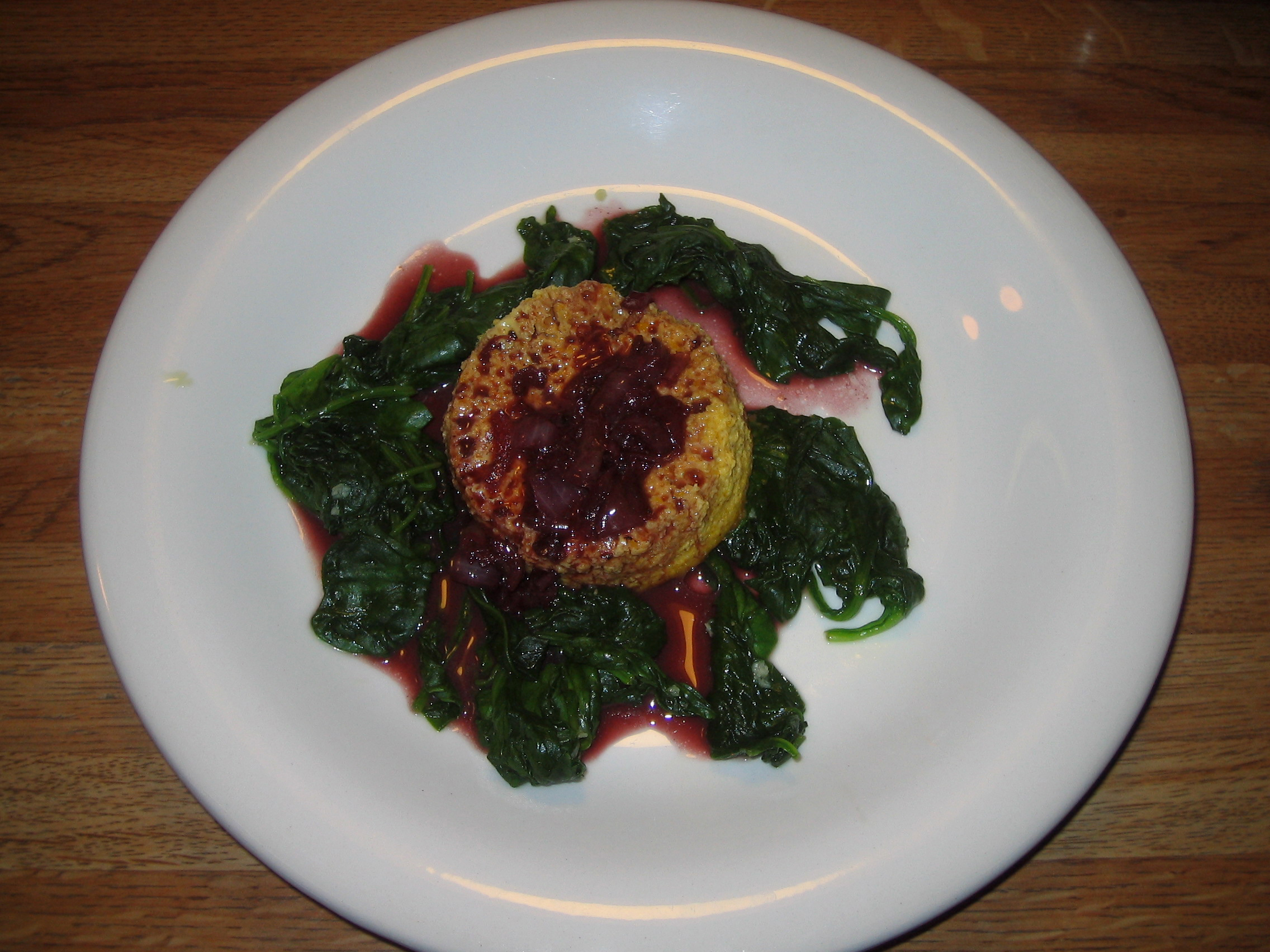
صورة لقطعة مطهوة من القرع الشتوي

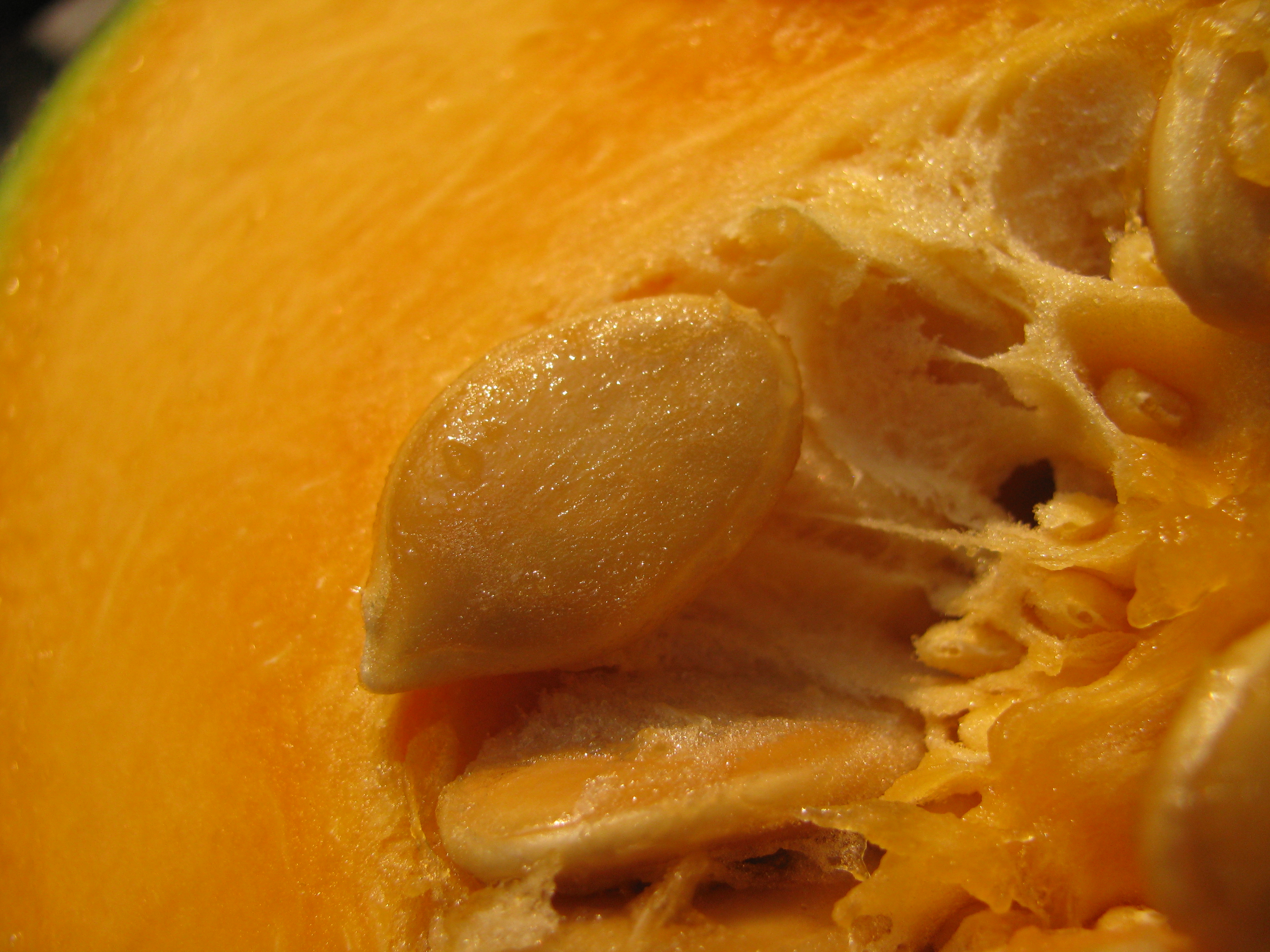
صورة للب القرع الشتو من الداخل

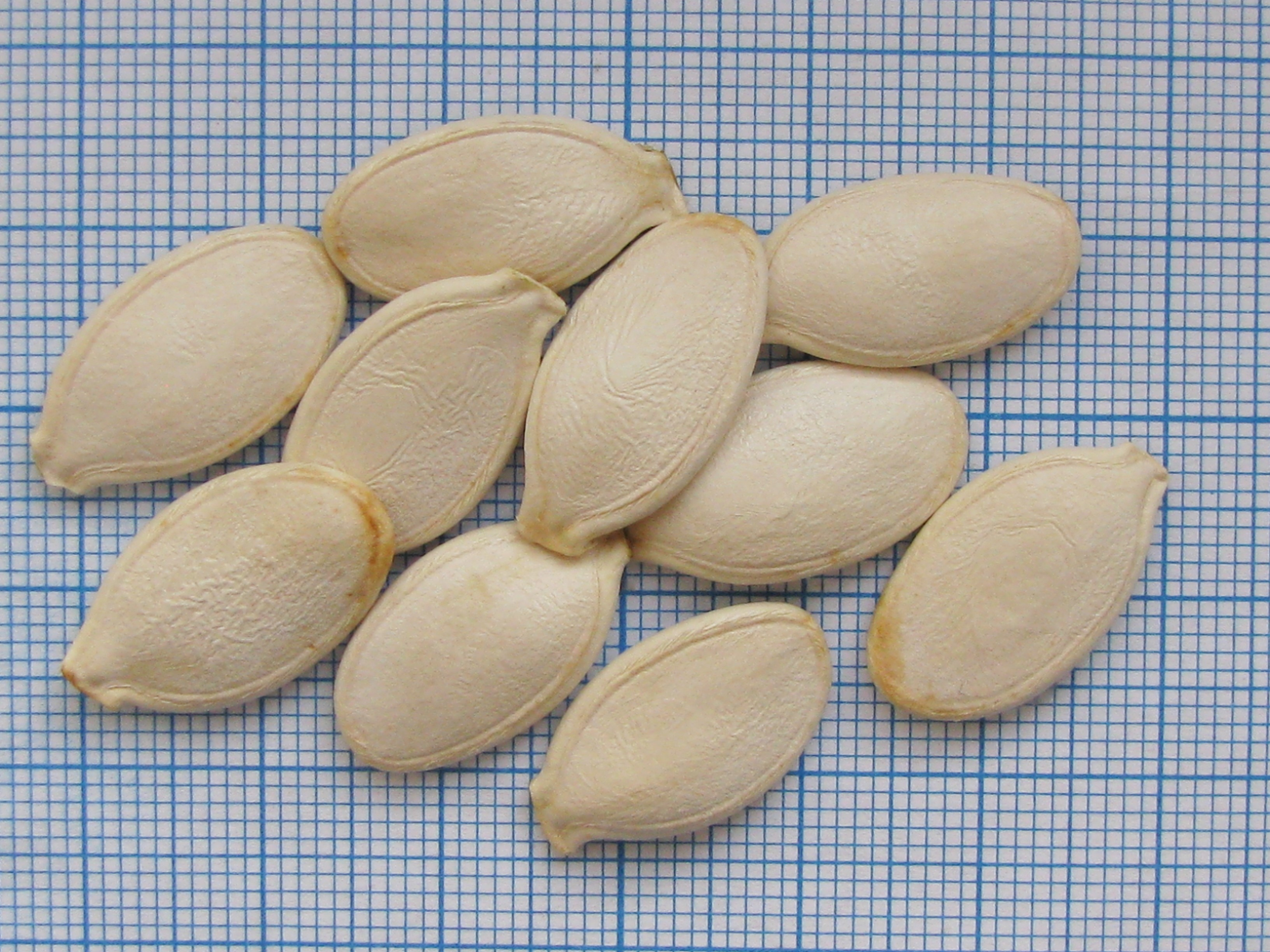
صورة لبذور القمح الشتوي

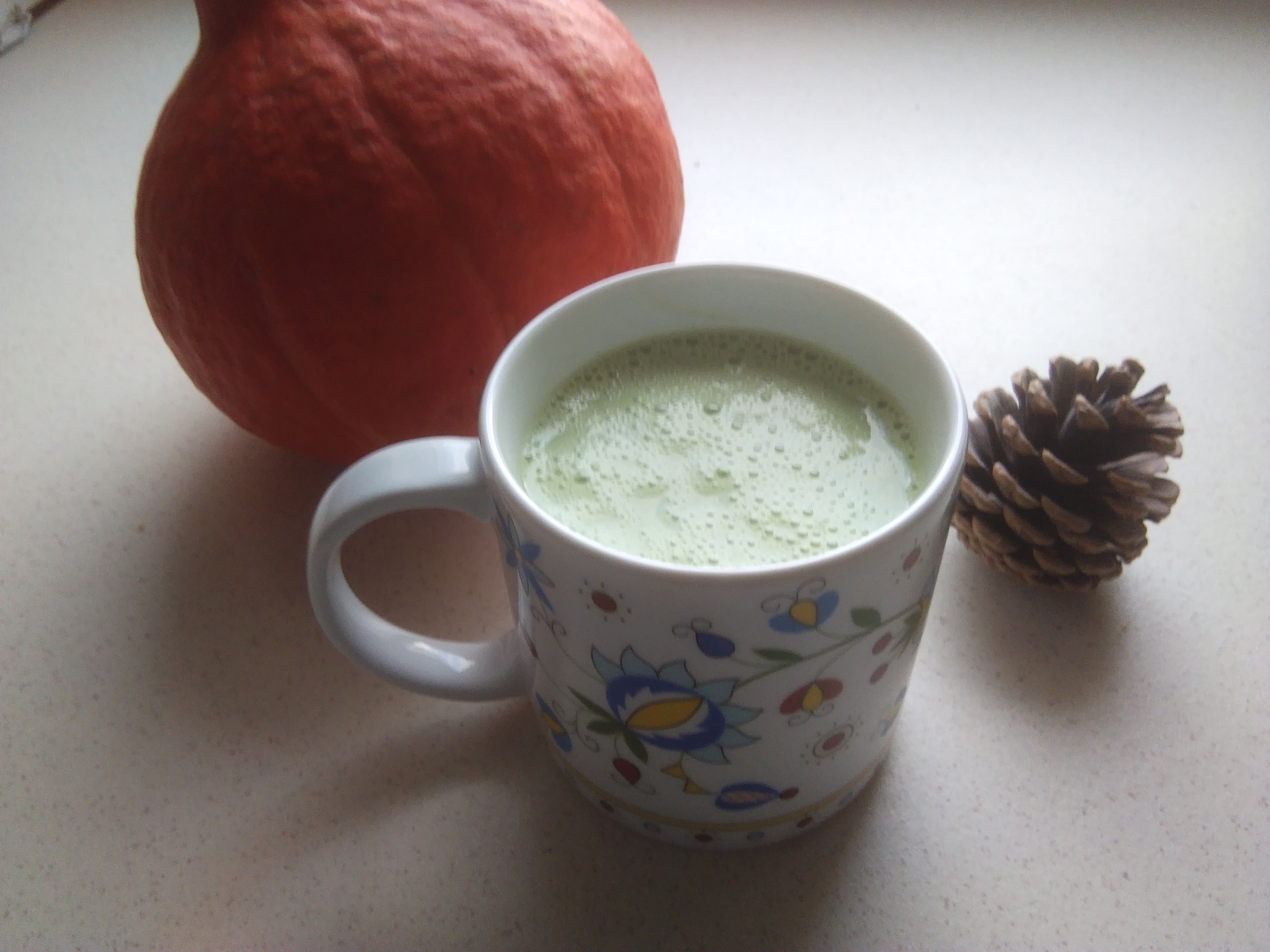
صورة لمشروب عصير القرع الشتوي